# ويلي غرينير
ويلي غرينير (بالنرويجية البوكمول: Willy Greiner)‏ هو سياسي نرويجي، ولد في 14 يونيو 1919، وتوفي في 25 فبراير 1980. حزبياً، نشط في حزب المحافظين.